# Caprices of Fortune
Caprices of Fortune és un curtmetratge mut de l'Éclair American dirigit per Étienne Arnaud i protagonitzat per Barbara Tennant i Lamar Johnstone. La pel·lícula, rodada en una expedició de la companyia cap a l'oest, es va estrenar el 17 d'octubre de 1912.

## Argument
Will Steadman és un noi sense recursos que està enamorat de la seva rica cosina segona. Tot i que demana la seva ma a la mare, aquesta li fa veure que la seva unió és impossible per la diferència econòmica entre ells dos. Ell demana si acceptarà donar-li la seva mà si esdevé ric i tot i que la mare dona una resposta de circumstàncies, ell en fa prou per intentar aconseguir-ho. Clara, una donzella secretament enamorada de Will, no pot evitar escoltar la conversa. Quan Will marxa, ella va a l'habitació que havia estat del noi per acaronar les seves coses i allà, entre altres coses, troba un retrat estripat del noi i una butlleta de loteria oblidada.
Will viatja a Homestead, a Pennsylvania, on molta gent s'ha fet rica amb el negoci de l'acer, esperant trobar allà alguna oportunitat per fer-se ric en un dia. Allà però, coneix un anglès afable que li pren tot el diner que li quedava. Deixa aquella terra i viatja primer cap al sud i després cap a l'oest. Allà es troba amb un vell cercador d'or que proclama saber com fer-se ric. Aviat descobreix de nou que ha estat enganyat i, davant de la visió de la Fortuna, viatja més al sud, cap a Mèxic. Allà es converteix en un cowboy fins que li arriba una carta de casa seva. És de Clara i li explica que el bitllet de loteria que va trobar a la seva habitació ha estat premiat i que és ric. En tornar, descobreix que Bertha s'ha casat. Visita Clara per recuperar el seu bitllet de loteria i ella, incapaç de retenir els seus sentiments arrenca a plorar. Aleshores, ell s'adona que la verdadera fortuna l'havia deixat a casa i abraça la noia que descobreix que estima. La Fortuna i Cupido marxen a continuar la seva feina en un altre lloc.

## Repartiment
- Barbara Tennant (Bertha Steadman)
- Lamar Johnstone (William Steadman)
- Clara Goodstadt (Clara Good, dama de companyia)
- Julia Stuart (Mrs. Steadman, mare de Bertha)
- Robert Frazer (Charles Nichols, promès de Bertha)
- Isabel Lamon (Fortuna, una visió)
- Jay Reid (superintendent a Homestead)
- Alec B. Francis (Sir Reginald Atwood, turista anglès)
- Mathilde Baring (criada dels Steadman)
- Leslie Stowe (proprietari del saloon))
- Will E. Sheerer (Buck Robbins, cowboy)
- Ilean Hume (una estenògrafa)
- George Larkin (Steve Gordon, un jugador)
- Louis R. Grisel (prospector visionari)
- Charles Morgan (cambrer al cabaret mexicà)
- Dick Dearing (Frank Walker)
- Charles Theiman (cap indi)
- Rae Arnold (ballarina)
- Lilly Lenora (ballarina principal)
- Reba Kent (ballarina)
- Celia Robinson (ballarina)